# الفوني
الفوني هي قرية صغيرة تقع شرقي معتمدية المزونة من ولاية سيدي بوزيد ( تونس ) كما أنها تقع على مقربة من الطريق الوطنية الرابطة بين الجنوب والشمال التونسي عبر القيروان وهي بذلك تتوسط مدن المزونة ، الصخيرة ، الغريبة وبئر علي بن خليفة .
يعود اصل التسمية إلى أحد فترة الاستعمار الفرنسي حيث قتل فيها أحد الفرنسيين ويسمى فوني .
كانت الفوني في السابق تسمى عقلة الفوني وكانت قاعدة لتحركات على بن خليفة أثناء قيادته للمقاومة الشعبية ابان دخول المستعمر الفرنسي.